# PostFinance
PostFinance — швейцарский почтовый банк, один из крупнейших розничных банков страны, обслуживает 2,5 млн клиентов.

## История
В начале XX века в Швейцарии было около 3 тыс. почтовых отделений. По инициативе Карла Кёклена (Carl Koechlin) с 1906 года отделения начали предлагать финансовые услуги, такие как открытие почтового счёта. В 1920 году Швейцария подписала с рядом европейских стран соглашения о международных почтовых переводах. С 1978 года начался выпуск банковских карт и установка банкоматов. В 2013 году подразделение финансовых услуг швейцарской почты было преобразовано в дочернюю компанию PostFinance Ltd.
В 2015 году Национальный банк Швейцарии включил PostFinance в число системно значимых банков Швейцарии.

## Деятельность
Основным направлением деятельности банка является розничный банкинг, включая приём депозитных вкладов, выпуск и обслуживание банковских карт. Принятые средства вкладываются в ценные бумаги, поскольку закон о почте Швейцарии запрещает её финансовому подразделению выдавать кредиты. PostFinance является крупнейшим банком Швейцарии по количеству проводимых транзакций, в 2022 году их было проведено 1,32 млрд на общую сумму около 2 трлн швейцарских франков.
Банк является спонсором хоккейного клуба SC Bern и её спорткомплекса ПостФинанс-Арена.